# رودولف فينتز

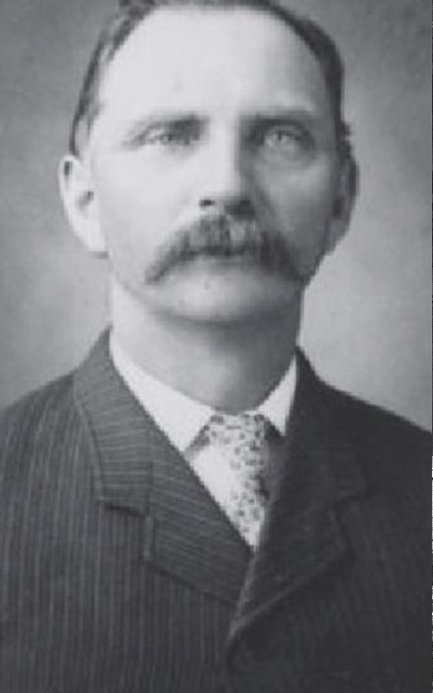

رودولف فينتز (بالإنجليزية: Rudolph Fentz)‏ هو الشخصية المحورية في قصة الخيال العلمي القصيرة "أنا خائف"، والتي صدرت في عام 1951م بواسطة الكاتب جاك فيني، والتي اعتبرت في وقت لاحق بانها أسطورة حضرية تم تصديقها وكأن الأحداث قد حدثت بالفعل. والقصة تروي قصة رجل يرتدي ملابس من القرن 19 صدمته سيارة وقتل في مدينة نيويورك في عام 1950. وفي التحقيق اللاحق، يكتشف بأن الرجل قد اختفى دون أثر في عام 1876م، وتظهر بعض الوثائق التي في حوزته لتكشف عن أن الرجل كان قد سافر عبر الزمن للفترة 1876-1950 مباشرة.